# Олмо Пано 1 (Салерно)
Олмо Пано 1 је насеље у Италији у округу Салерно, региону Кампанија.
Према процени из 2011. у насељу је живело 37 становника. Насеље се налази на надморској висини од 1 м.